# Alfred François Nettement
Alfred François Nettement (Parigi, 21 agosto 1805 – Parigi, 14 novembre 1869) è stato uno scrittore francese.

## Biografia
Alfred François Nettement, era figlio di Philippe-François  e di Anne Honorine Clotilde de Granet. Suo padre era stato segretario d'ambasciata ai tempi di Luigi XVI di Francia e addetto a Londra fino al gennaio 1788 alle dipendenze di un parente della moglie: il conte M. d'Adhémar. Sua madre Anne era figlia del giudice reale e siniscalco di Tolone Marc Antoine de Granet  (1741-1827) e proveniva dall'antica famiglia franco piemontese dei Graneti di Grignan e di Carmagnola (Granetti-Granet-Granetto). Fu educato privatamente da sua madre e da suo padre, ricordato come un uomo molto colto. Alfred François scrisse i suoi primi articoli nelle riviste  La Quotidiennee e La Gazette de France. Dal 1833 fu un importante animatore dell'Écho de la Jeune France, diresse nel 1848 La Mode. Dal 1849 al 1851 fu eletto all'Assemblea legislativa. Dopo il colpo di Stato del 2 dicembre 1851 fu incarcerato per breve tempo. Dopo la liberazione smise la sua attività politica e si dedicò unicamente ai suoi studi. Amico e ammiratore di Honoré de Balzac, li consacrò un capitolo elogiativo nella sua "Storia della letteratura francese".

## Opere
- Histoire de la révolution de Juillet, 1833;
- Les Ruines morales et intellectuelles, méditations sur la philosophie et l'histoire, 1836,
- Bibliothèque universelle de la jeunesse; Mémoires sur la duchesse de Berry, 1837;
- Henri de France, ou Histoire de la branche aînée pendant quinze ans d'exil, 1830-1845;
- Études critiques sur le feuilleton-roman, 1845;
- Histoire de la littérature française sous la Restauration, 1853;
- Histoire de la littérature française sous le gouvernement de Juillet, 1854;
- Appel au bon sens, au droit et à l'histoire, 1860,
- Jacques Lecoffre et Cie; Histoire de la Restauration, J. Lecoffre et Cie, 1860-1868;
- Souvenirs de la Restauration, Paris, 1858;
- Nouvelle histoire de la révolution de 1789;
- Histoire de la conquête d'Alger. 1856

## Fonti e Bibliografia
- Nicolò Foramiti, "Fatti del regno di Piemonte negli anni 1848-49" Venezia, Gio.Cecchini, 1850
- William Reymond, "Études sur la littérature du second empire français", 1861
- Edmond Biré, Alfred Nettement, sa vie et ses œuvres, Paris, 1901
- Kathryn Louise Wood, "Criticism of French romantic literature in the Grazette de France, 1830-1848", Bryn Mawr college, 1934
- Honoré de Balzac, "Correspondance, Volume 2", Éditions Garnier frères, 1962
- Rudolf Schenda, "Folklore e letteratura popolare: Italia, Germania, Francia", Istituto della Enciclopedia italiana, 1986
- Alfred Nettement, une figure du légitimisme au XIXe siècle, thèse (histoire du droit) soutenue le 10 décembre 2002 par Marion Mahé de Taury (Université des Sciences Sociales, Toulouse 2002
- Darrin M. McMahon, "Enemies of the Enlightenment: The French Counter-Enlightenment, 2002
- Raffaele Villari, "Giacobini E Sanfedisti: Saggio Critico Storico Di Napoli Al 1799", Nabu Press, 2010
- Walter Benjamín, Rolf Tiedemann, "Libro de los pasajes" - 2005